# Хайнрих II фон Щернберг (епископ)
Хайнрих II фон Щернберг (на немски: Heinrich II von Sternberg; на чешки: Jindřich II. ze Šternberka; † 1 април 1328) е княжески епископ на Бамберг (1324 – 1328).

## Биография
Той е от бохемския род Щернберг. Роднина е на Хайнрих II фон Щернберг, епископ на Халберщат (1270 – 1290).
Когато Хайнрих II фон Щернберг е избран за княжески епископ Йоан XXII е папа и Лудвиг IV император. Преди това той е предигер-монах.
Хайнрих II дава на селището Купферберг през 1326 г. правата на град и правото да е окрепен със стена и да събира данъци. Градът е важно място за добив на мед и има тогава ок. 3000 жители.
Хайнрих II е погребан заедно с бамбергските епископи Еберхард I († 1040), Егилберт († 1146), Тимо († 1201) и Вулфинг († 1318) в каменен саркофаг, който днес се намира в южната стена на криптата на Бамбергската катедрала.